# 科氏長鬚鯊
科氏長鬚鯊（学名：Brachaelurus colcloughi），舊名科氏異鬚鯊，是分布在亞熱帶地區的鯊魚，也有分布在太平洋和澳洲，介乎南緯12°-29°。牠們長約76厘米。
科氏長鬚鯊的上尾鰭呈低角度，有強壯的端葉及近端凹刻，但沒有腹鰭。牠是生活於近岸的大陸棚，但所知甚少。
科氏長鬚鯊是卵胎生的。